# Дуван Семен Езрович
Семен Езрович Дуван (нар. 1 (14) квітня 1870, Євпаторія — 5 лютого 1957, Больє-сюр-Мер, Приморські Альпи, Франція) — міський голова Євпаторії (з 1906 року майже до самої революції), один з найяскравіших представників міського самоврядування Таврійської губернії, філантроп. Зусиллями С. Е. Дувана Євпаторія від глухого провінційного містечка перетворилася на міжнародний курорт.

## Життєвий шлях
Рідний дід С. Е. Дувана — Сіма Бабович — перший гахам кримських караїмів. Був одружений з Саррою Йосипівною Дуван (до шлюбу Кальфа), мав п'ятеро дітей: трьох синів (Йосипа, Сергія та Бориса) і двох дочок (Ганну і Лізу, в шлюбах Будо і Гелелович).

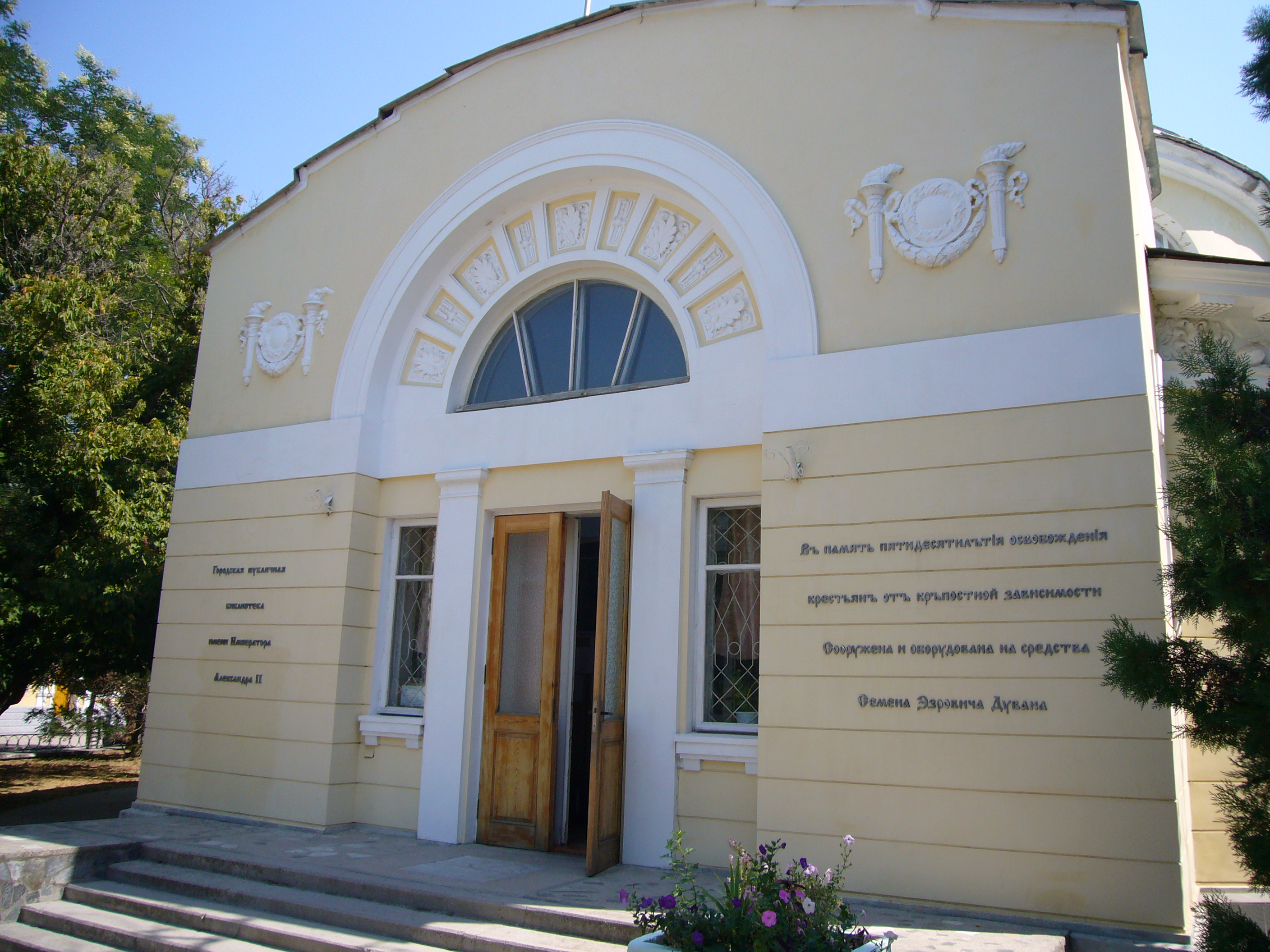
Міська публічна бібліотека імені Імператора Олександра II в Євпаторії (АР Крим, Україна). Заснована С. Е. Дуваном на початку XX століття

У пам'ятній записці про С. Дувані, складеної «у власній Його Імператорської Величності» канцелярії, перераховуються його заслуги перед Вітчизною:
|  | Цілком перетворив місто Євпаторію новим плануванням, упорядковуванням мостів, електричного освітлення і трамвая, поліпшенням санітарного стану його, благоустроєм пляжів, дач і взагалі розвитком курорту, спорудою міського театру, скверу, міської бібліотеки, створенням абсолютно нової дуже красивої та упорядкованої частини міста і т. д. Збудував ряд зразкових шкіл, лікарень… Багато і з користю працював по землеустрою, сам веде зразкове сільське господарство… Влаштував по всьому Євпаторійському повіту телефонний зв'язок… |

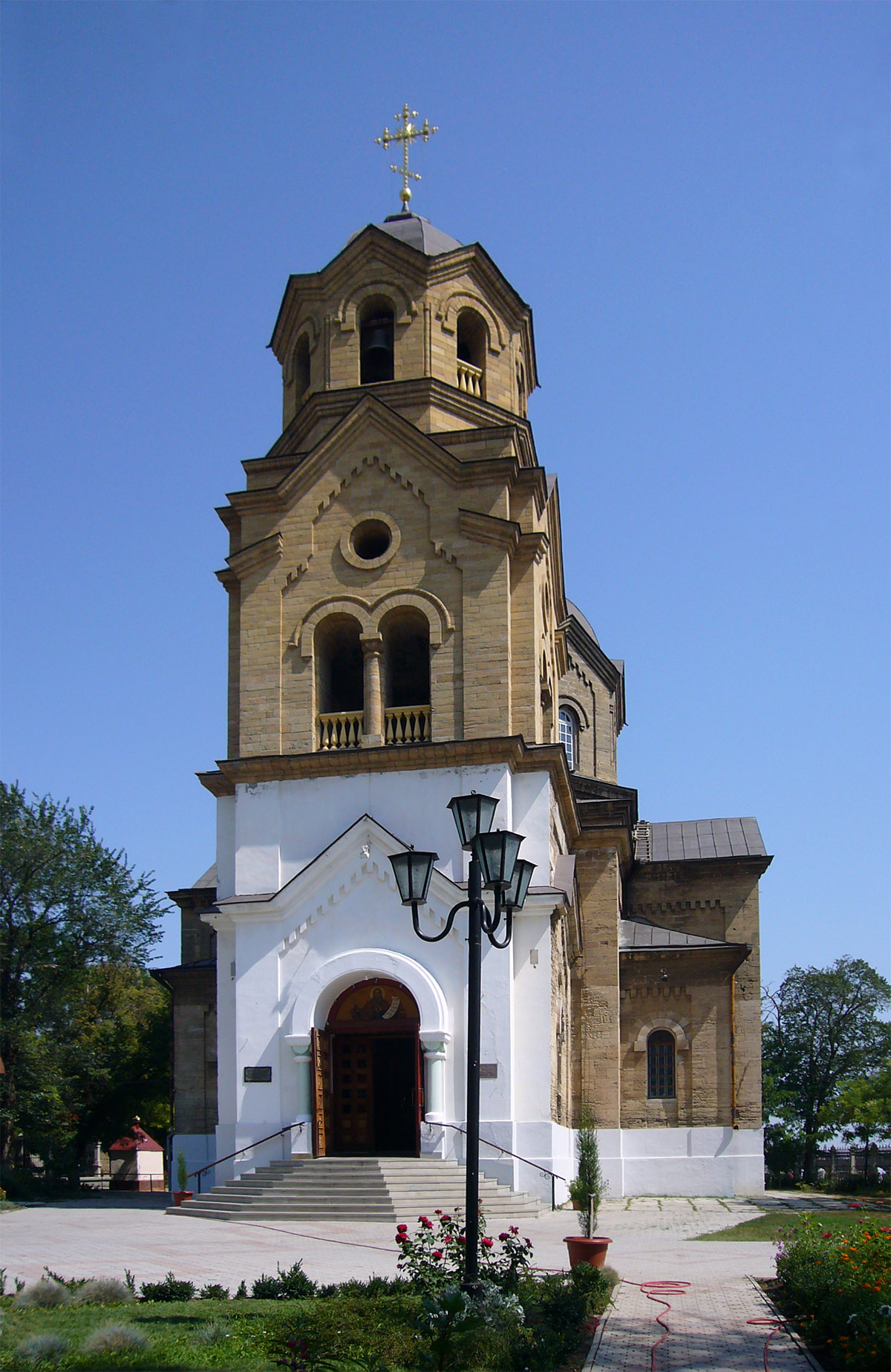
Церква святого Іллі, асигнування на будівництво якої подаровані Думою за правління С. Е. Дувана

С. Дуван був найбільшим землевласником в Євпаторійському повіті. Йому належало близько 5 000 десятин землі. Займаючись громадською діяльністю, він служив не заради платні, а з бажання принести якомога більше користі рідному місту і Батьківщині. Він заснував бібліотеку, театр і численні медичні центри. Він також був хорошим агрономом.

Після революції С. Дуван виїхав до Франції. Про цей період його життя відомо мало. В останні роки життя він мріяв повернутися на Батьківщину. 
|  | …Вірю, що рано чи пізно Росія позбавиться від більшовиків і в цьому випадку буде відновлена як нормальна держава. |

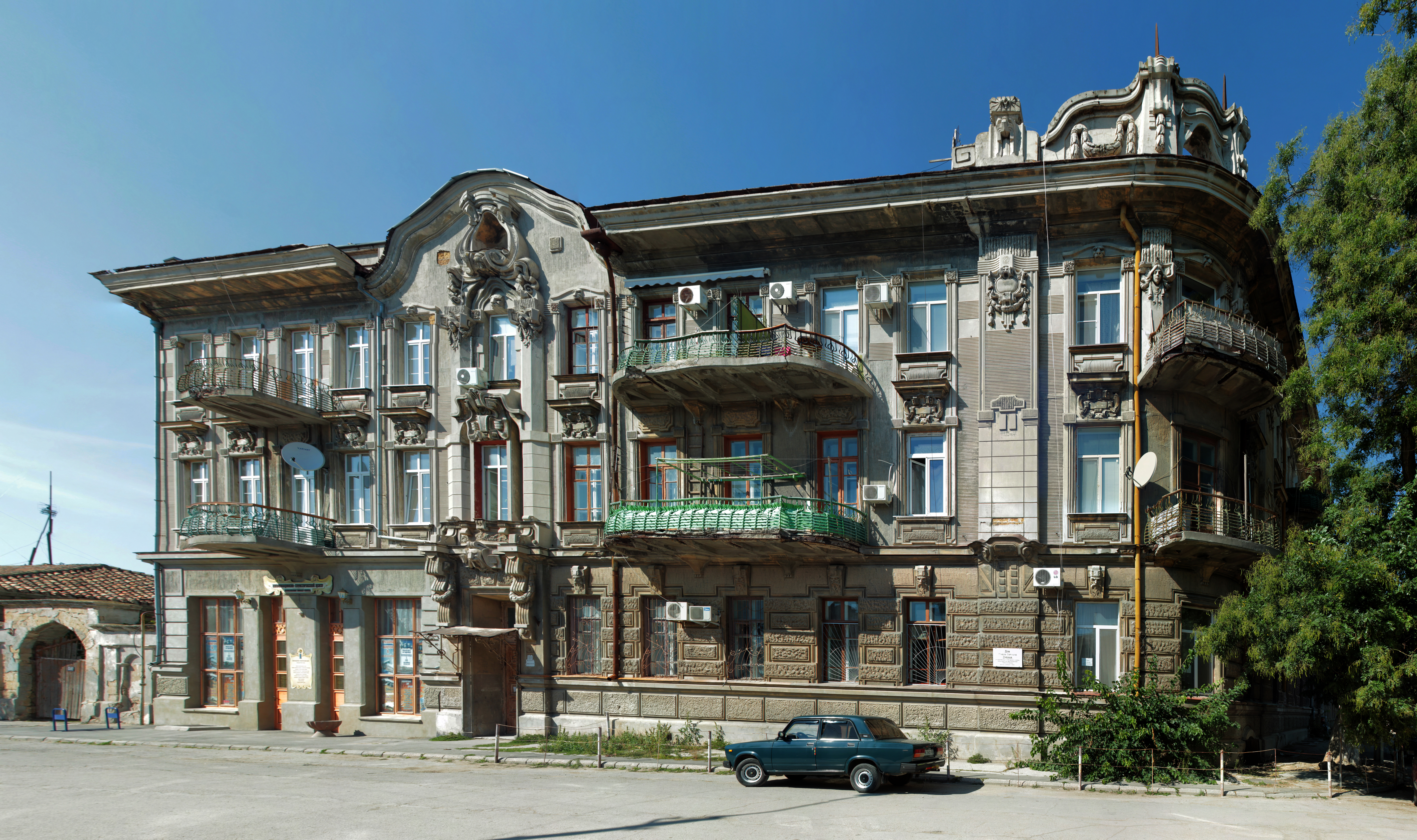
0305-Duvan house

## Громадська діяльність

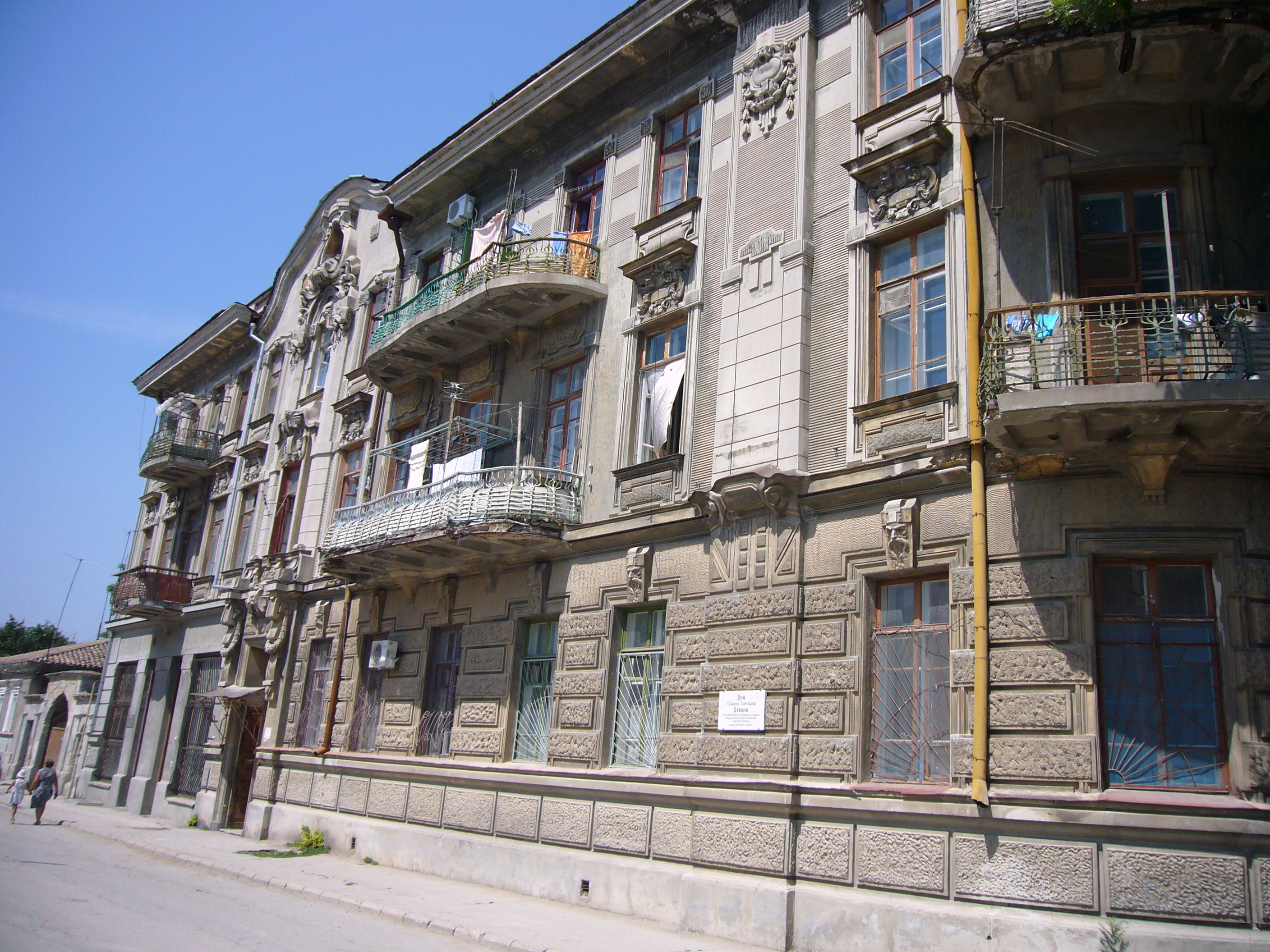
Будинок С. Е. Дувана в Євпаторії (побудований в 1908 р.)

- Гласний Євпаторійських повітових Земських Зборів (з 1906 року).
- Почесний опікун чоловічої гімназії.
- Опікун Євпаторійської земської лікарні.
- Опікун Євпаторійської школи-санаторію для глухонімих.
- Голова опікунської ради жіночої гімназії (з 1907 року).
- Один з трьох губернських земських гласних від Євпаторії (1909—1912, 1915—1917).
- Директор Євпаторійського тюремного комітету (з 1902 року).
- Член Таврійського відділу Російського Товариства Червоного Хреста (з 1904 року).
- Почесний мировий суддя (1911—1917).
- Член розкладочної присутності (1905—1909).
- Голова Євпаторійського повітового комітету допомоги пораненим воїнам (з 1914 року).
- Голова бібліотечної ради (з 1916 року).

## Караїмське питання
Жив у Франції, за часів окупації виступив захисником караїмів від антисемітської політики гітлерівської Німеччини.
У вересні 1938 року С. Дуван здійснив поїздку в Берлін і звернувся до міністра внутрішніх справ з приводу визначення етнічного походження та віросповідання караїмів. Йому надали сприяння російське емігрантське бюро і єпископ Берлінський і Німецький Серафим.
5 січня 1939 року на ім'я С. Дувана з Державного расового Бюро Німеччини прийшло роз'яснення, згідно з яким караїмський етнос не ототожнювався з євреями ні за віросповіданням, ні за расою, що в роки Другої світової війни допомогло врятуватися багатьом караїмам, що опинилися на окупованих Німеччиною територіях.

## Нагороди
С. Е. Дуван залишив про себе добру пам'ять серед сучасників надзвичайно широкою благодійницькою діяльністю. За соціальну діяльність йому було даровано численні нагороди, в тому числі:
- Орден Святої Ганни 2 і 3 ступеня;
- Орден Святого Володимира 4 ступеня;
- Медаль Російського Товариства Червоного Хреста;
- Романовська відзнака 2 ступеня;
- Срібний хрест Грецького королівського ордена св. Спасителя, подарований королем Георгом I, за асигнування Думою під його керівництвом п'яти тисяч рублів на будівництво грецької Свято-Іллінської церкви в Євпаторії;
- Золота шкатулка з діамантами, дарована Миколою II, останнім російським імператором.

Ще за життя Семена Езровича за видатні заслуги перед містом на його честь в Євпаторії була названа вулиця Дувановська, а в XXI столітті поставлено пам'ятник біля міського театру.